# لاورفقيه
 لاور فقیه  اسم لمنطقة زراعية تـتبع بلدة جناح (بالفارسية: بخش جناح ) من توابع مدينة بستك وتقع في محافظة هرمزگان في جنوب غرب إيران.

## مصطلح لاور
مصطلح  لاور  يطلق على مكان واسع ومحاط بالجبال من ثلاث جهات، بحيث أن المياه الأمطار تجري إليها من ثلاث جهات وتخرج من جهة واحدة، ولاور: كلمة فارسية معربة تعني (الأرض الواسعة المنبسطة)، يزرع في أراضيها القمح والشعير بشكل واسع.

## حدود لاور فقيه
حدود لاور فقيه: من الشمال قرية داربست، ومن الجنوب قرية كجويه ،من الغرب قرية كمشك ومن الشرق تنتهي بــ نهر مهران.

## وصفها
تقع منطقة لاور فقيه وسط الجبال وتعتبر من المناطق الخصيبة للزراعة بسبب جريان الماء في موسم الأمطار. سمية منطقة لاور فقيه بذلك كونها مملوكة لعائلة فقيه والتي تقطن قرية كمشك وجناح بشكل رئيسي. تكثر أشجار النخيل والنبق والغاف وغيرها من النبات الصحرواية. في الوقت الحالي الكثير من المناطق الواسعة في لاور فقيه وبالتحديد أماكن مزارع النخيل تحولت إلى منطاق لبيع التمور.

## وصلات خارجية
- التقسيمات الادارية لمحافظة هرمزگان